# Sammy Giammalva
Sammy Giammalva, Jr. (* 24. März 1963 in Houston,  Texas) ist ein ehemaliger US-amerikanischer Tennisspieler.

## Leben
Giammalva gewann 1980 noch als Amateur das ATP Turnier in Napa und wurde im selben Jahr Tennisprofi. Als Profi stand er im darauf folgenden Jahr im Finale von Houston, wo er Guillermo Vilas unterlag. Zudem stand er an der Seite seines Bruders Tony im Finale von Atlanta. 1983 errang er in Monterrey seien zweiten und letzten Einzeltitel.
In der Doppelkonkurrenz gewann er vier Titel und stand in 13 weiteren Finalpartien. Den Titel in Tokio errang er an der Seite seines Bruders Tony. Seine beste Platzierung in der Tennis-Weltrangliste hatte er im Einzel mit Position 28 im Jahr 1985 sowie im Doppel 1984 mit Position 22.
Sein bestes Einzelergebnis bei einem Grand-Slam-Turnier war das Erreichen des Viertelfinales von Wimbledon 1982. In der Doppelkonkurrenz konnte er 1983 ebenfalls das Viertelfinale von Wimbledon erreichen.
Sein Vater Sam Giammalva war in den 1950er Jahren Mitglied der US-amerikanischen Davis-Cup-Mannschaft.

## Erfolge

### Einzel
| Nr. | Datum | Turnier   | Belag     | Finalgegner   | Ergebnis      |
| --- | ----- | --------- | --------- | ------------- | ------------- |
| 1.  | 1981  | Napa      | Hartplatz | Scott Davis   | 6:3, 5:7, 6:1 |
| 2.  | 1983  | Monterrey | Teppich   | Ben Testerman | 6:4, 3:6, 6:3 |

### Doppel
| Nr. | Datum | Turnier | Belag   | Partner        | Finalgegner                        | Ergebnis |
| --- | ----- | ------- | ------- | -------------- | ---------------------------------- | -------- |
| 1.  | 1981  | Bologna | Teppich | Henri Leconte  | Tomáš Šmíd Balázs Taróczy          | 7:6, 6:4 |
| 2.  | 1982  | Zürich  | Teppich | Tom Gullikson  | Wojciech Fibak John Fitzgerald     | 6:4, 6:2 |
| 3.  | 1984  | Tokio   | Teppich | Tony Giammalva | Mark Edmondson Sherwood Stewart    | 7:6, 6:4 |
| 4.  | 1985  | Newport | Rasen   | Peter Doohan   | Paul Annacone Christo van Rensburg | 6:1, 6:3 |